# Landtag von Sachsen-Anhalt (Gebäude)

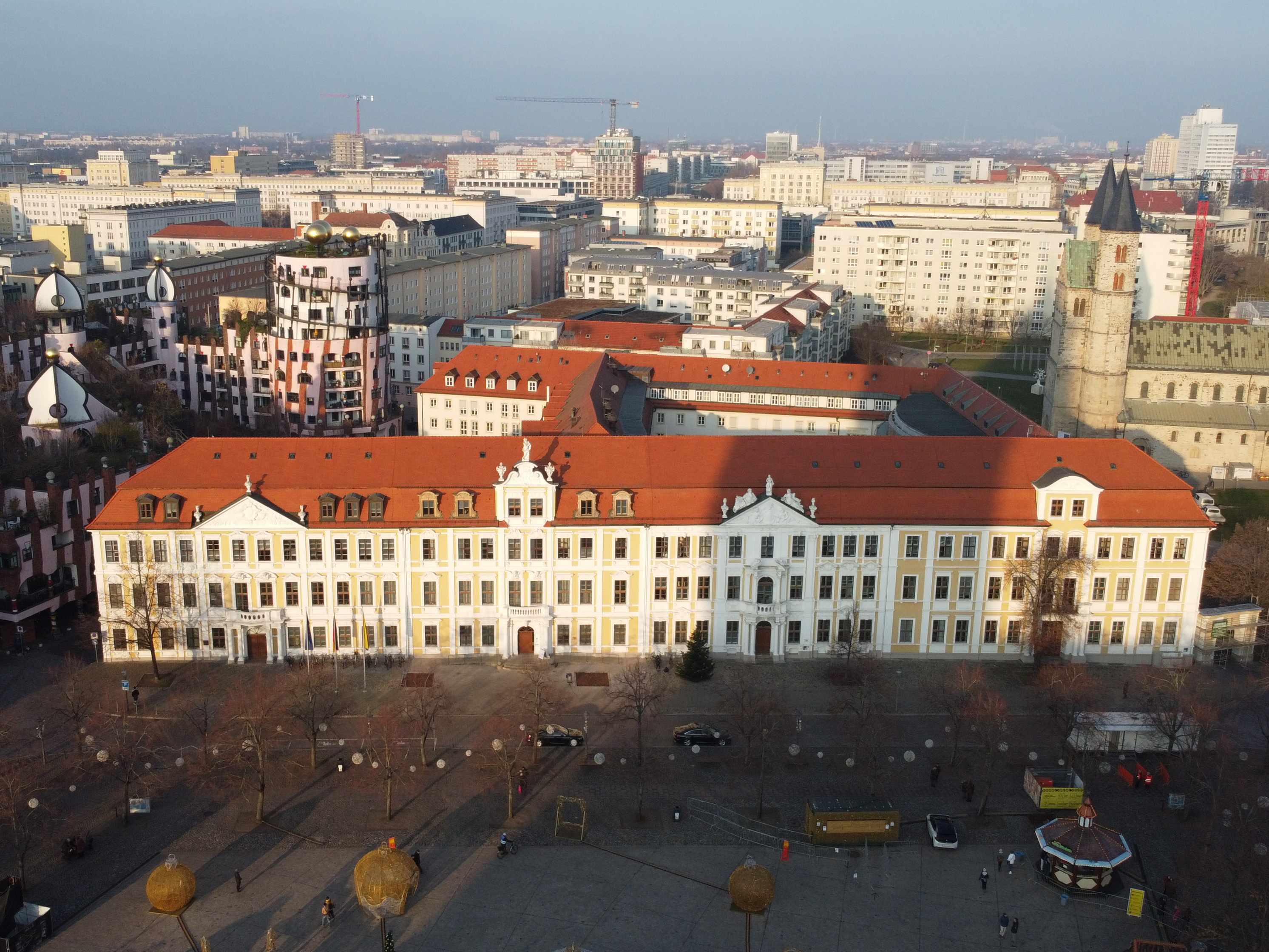
Der Landtag von Sachsen-Anhalt, Domplatz, Magdeburg

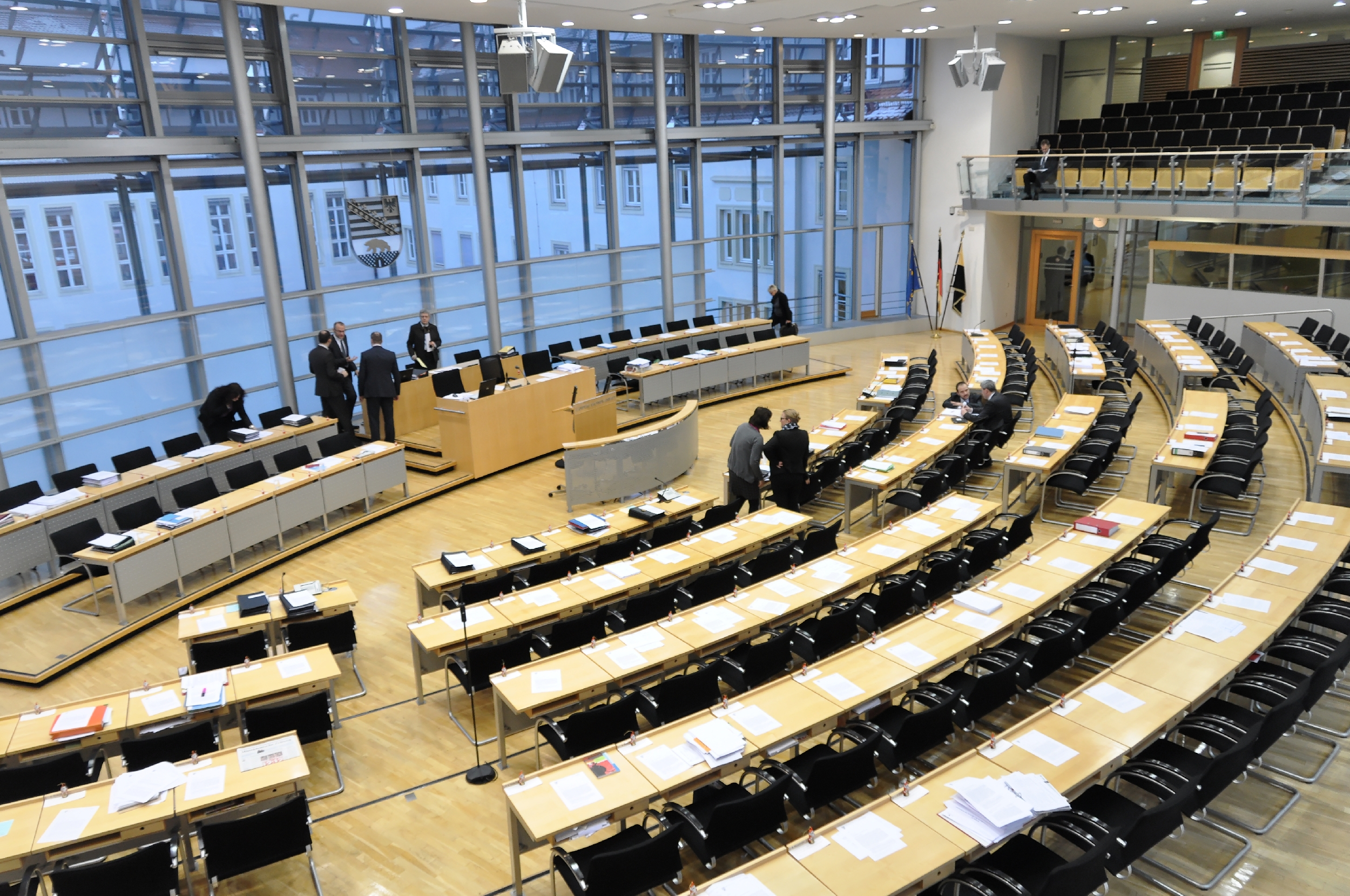
Plenum-Panorama-Blick

Der Landtag von Sachsen-Anhalt ist ein Gebäudekomplex am Domplatz in Magdeburg, das dem Parlament des Landes Sachsen-Anhalt seit 1991 als Heimstätte dient. Kennzeichen des Baus direkt gegenüber vom Magdeburger Dom ist die bürgerlich-barocke Fassade von einstmals vier separaten benachbarten Häusern. Ursprünglich in den 1720er Jahren erbaut, wurde in den 1990er Jahren für die Nutzung als Parlamentssitz umgebaut. Eine Besonderheit des Landtagsgebäudes ist das Bürgerfoyer, wo regelmäßig Ausstellungen stattfinden.

## Geschichte

### 18.–20. Jahrhundert

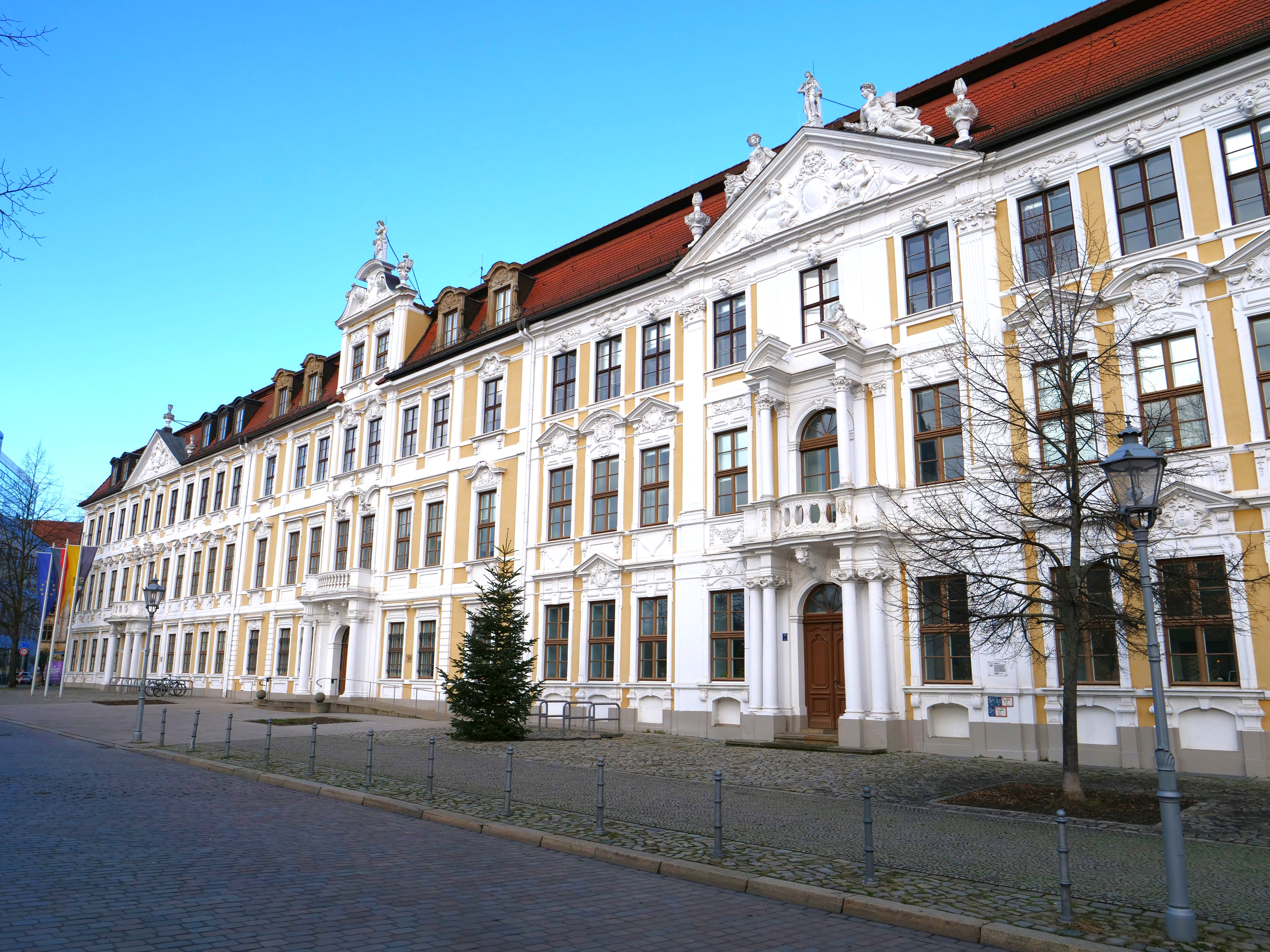
Domplatz 7–9

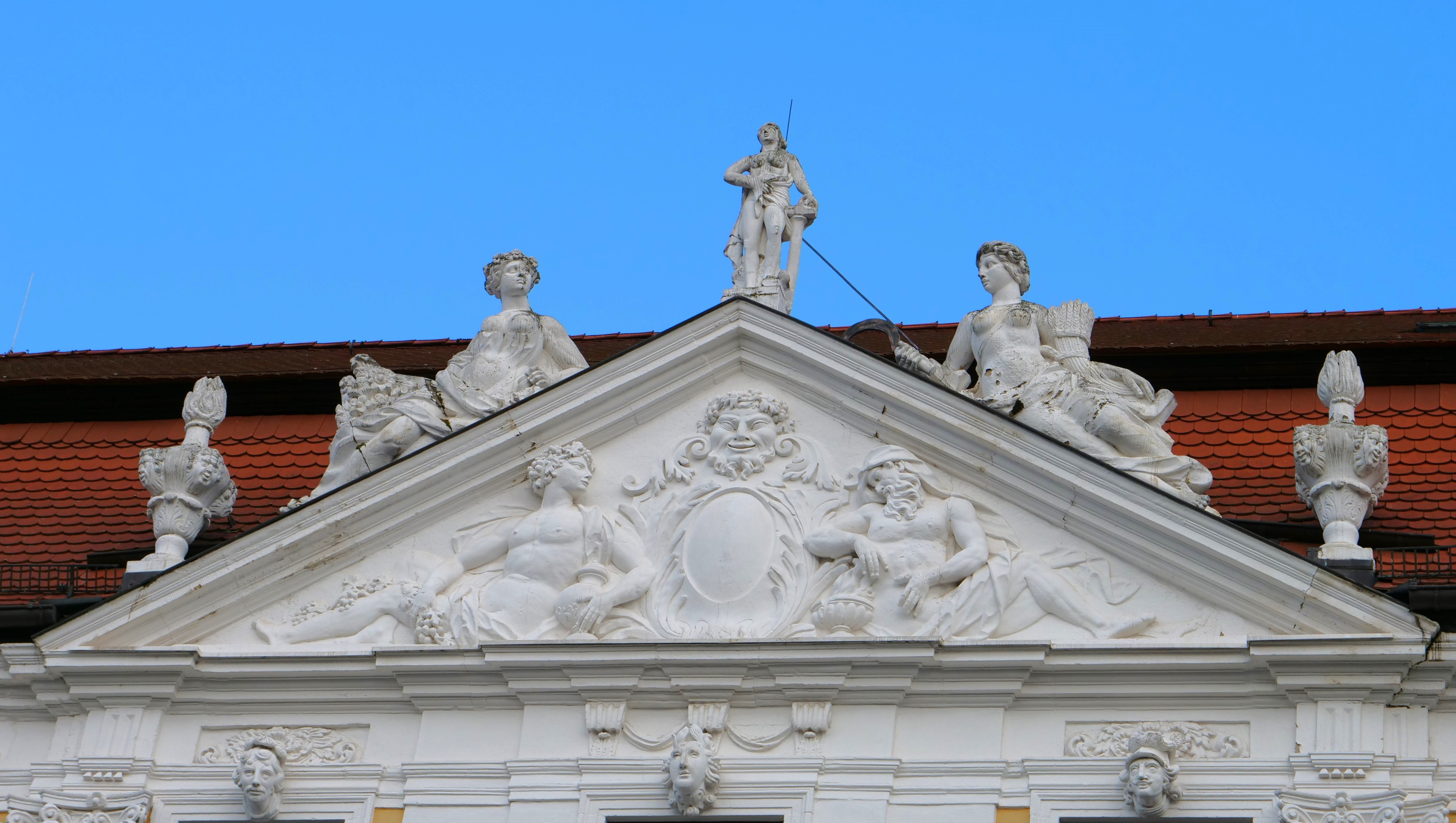
Domplatz Nr. 7 Giebel

Die drei repräsentativen Häuser Domplatz 7–9 wurden in den 1720er Jahren als separat nutzbare Gebäude errichtet. Ursprünglich waren sie das Winnebergsche Palais (Domplatz 7) für den Weinhändler Johann Christian Winneberg, das Reinickesches Palais (Domplatz 8) als Mietshaus mit drei großbürgerlichen Wohnungen im Eigentum von Maurermeister Georg Reinecke und das Walrave’sche Palais (Domplatz 9) für den preußischen Festungsbaumeister Cornelius von Walrave nach dessen Bauplänen – er ist wohl auch Architekt der beiden Häuser Domplatz 7 und 8 gewesen.
Das Gebäude Domplatz 9 diente von 1834 bis 1879 als Stadt- und Kreisgericht sowie von 1879 bis 1905 als Preußisches Amtsgericht. 1911 wurde es im alten Barockstil umgebaut.
Die Gebäude waren 1944 im Zweiten Weltkrieg zum Teil erheblich zerstört und von 1953 bis 1956 wiedererrichtet worden. Dabei wurde auch das völlig zerstörte und in barocker Formensprache wiederaufgebaute Haus Domplatz 6 mit einbezogen. Ab 1954 war dort die Fachschule für Wasserwirtschaft Magdeburg untergebracht.

### Seit 1990

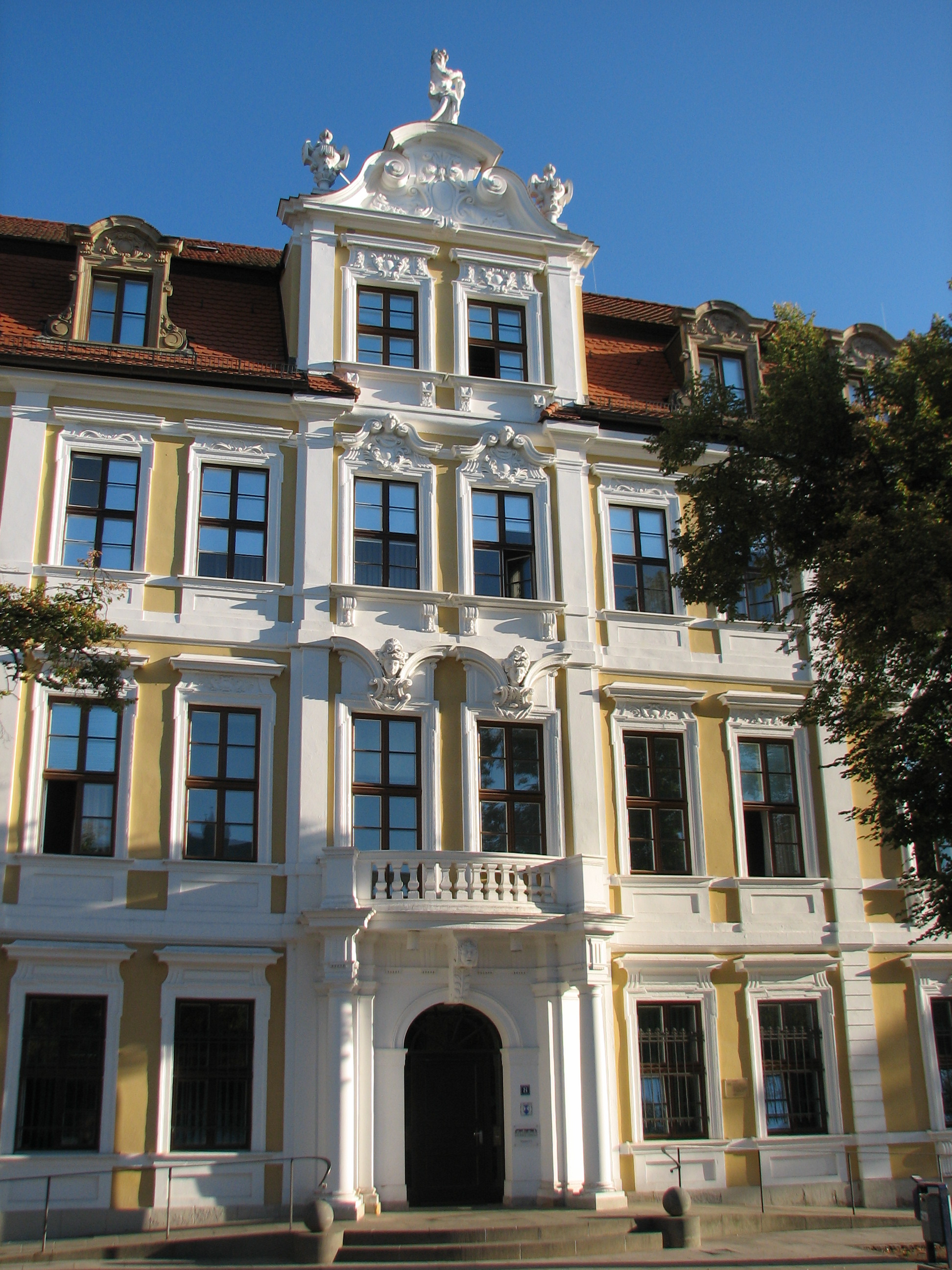
Domplatz 8, der Haupteingang zum Landtag

Am Sonntag, 28. Oktober 1990, fand in Dessau im Saal der Johann-Philipp-Becker-Bundeswehrkaserne die konstituierende Sitzung des neuen Landtages von Sachsen-Anhalt statt. Die 106 frei gewählten Volksvertreter des wiederentstandenen mitteldeutschen Landes hatten damals darüber abzustimmen, ob Magdeburg oder Halle (Saale) Hauptstadt von Sachsen-Anhalt werden sollte. Halle unterlag knapp mit acht Stimmen: Das Ergebnis fiel mit 57 zu 49 Stimmen zu Magdeburgs Gunsten aus. Magdeburg wurde zur Landeshauptstadt sowie zum Parlamentssitz und ein schwerwiegender, monatelanger Streit beendet.
Den Parlamentariern war als neue Heimat das Gebäude-Ensemble am Domplatz 6–7 angeboten worden. Die Übergabevereinbarung wurde am 12. November 1990 unterzeichnet.
Die provisorische Instandsetzung im Dezember 1990/Januar 1991 machte es möglich, dass der Landtag erstmals am 17. Januar 1991 in der Landeshauptstadt tagte, nachdem er sich insgesamt sechs Mal in Dessau versammelt hatte. Im Sommer 1991 sind in den provisorisch hergerichteten Plenarsaal eine Lüftungsanlage sowie ein in Kinosaalform gehaltener, bescheidener Zuschauerraum eingebaut worden. Eine digitale Telefonanlage wurde im September 1992 in Betrieb genommen.

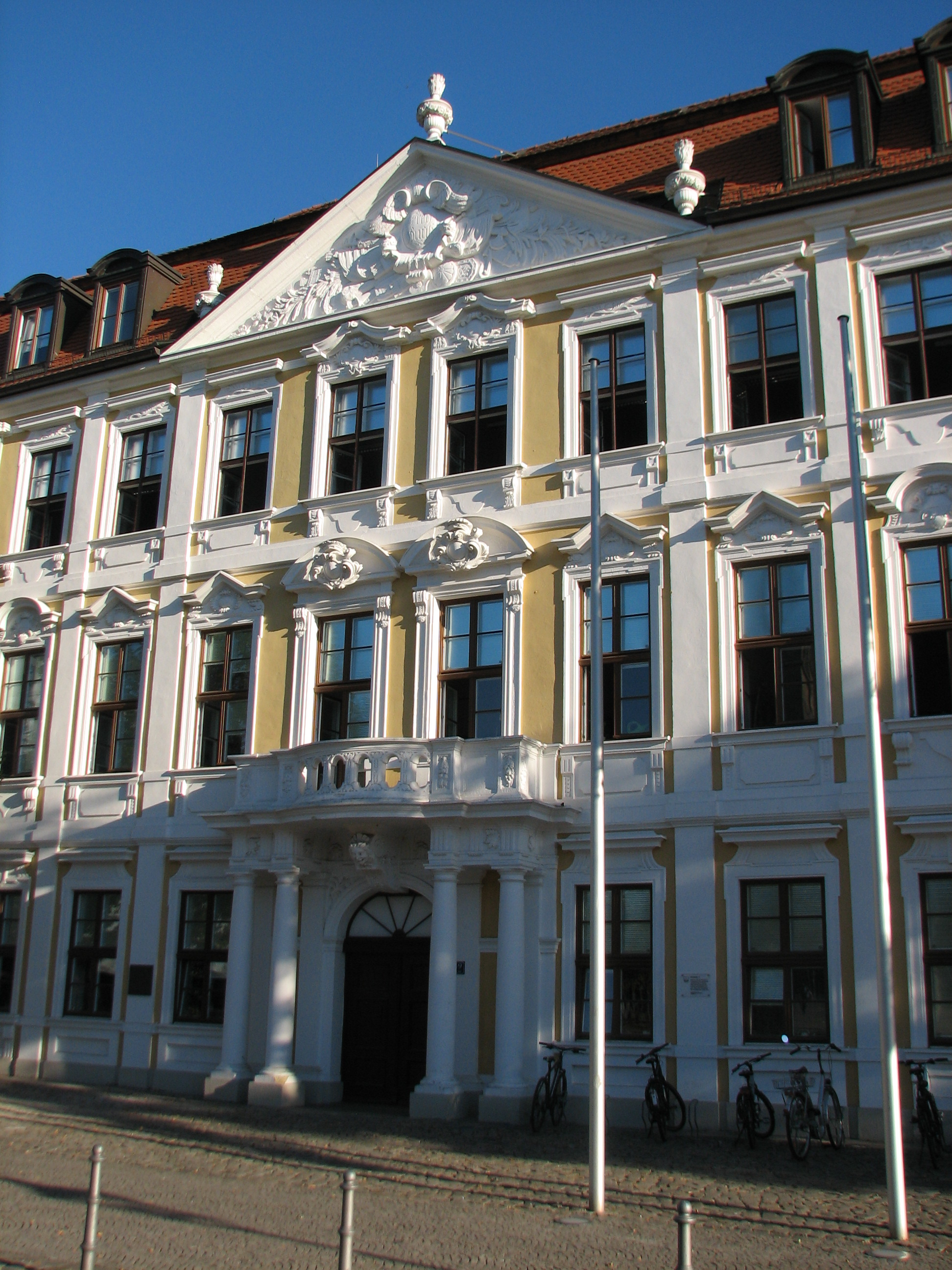
Domplatz Nr. 9
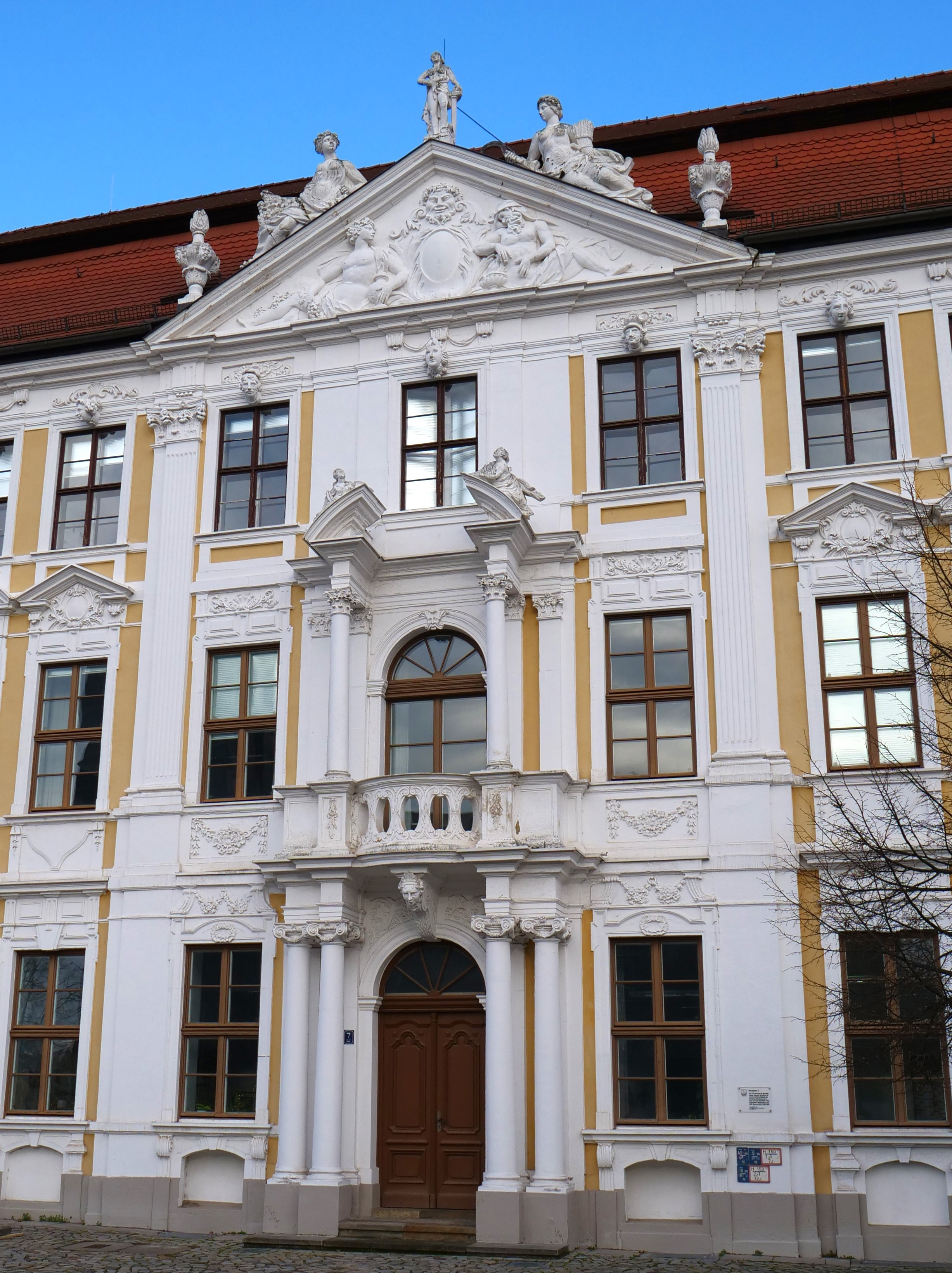
Nr. 7 Fassade
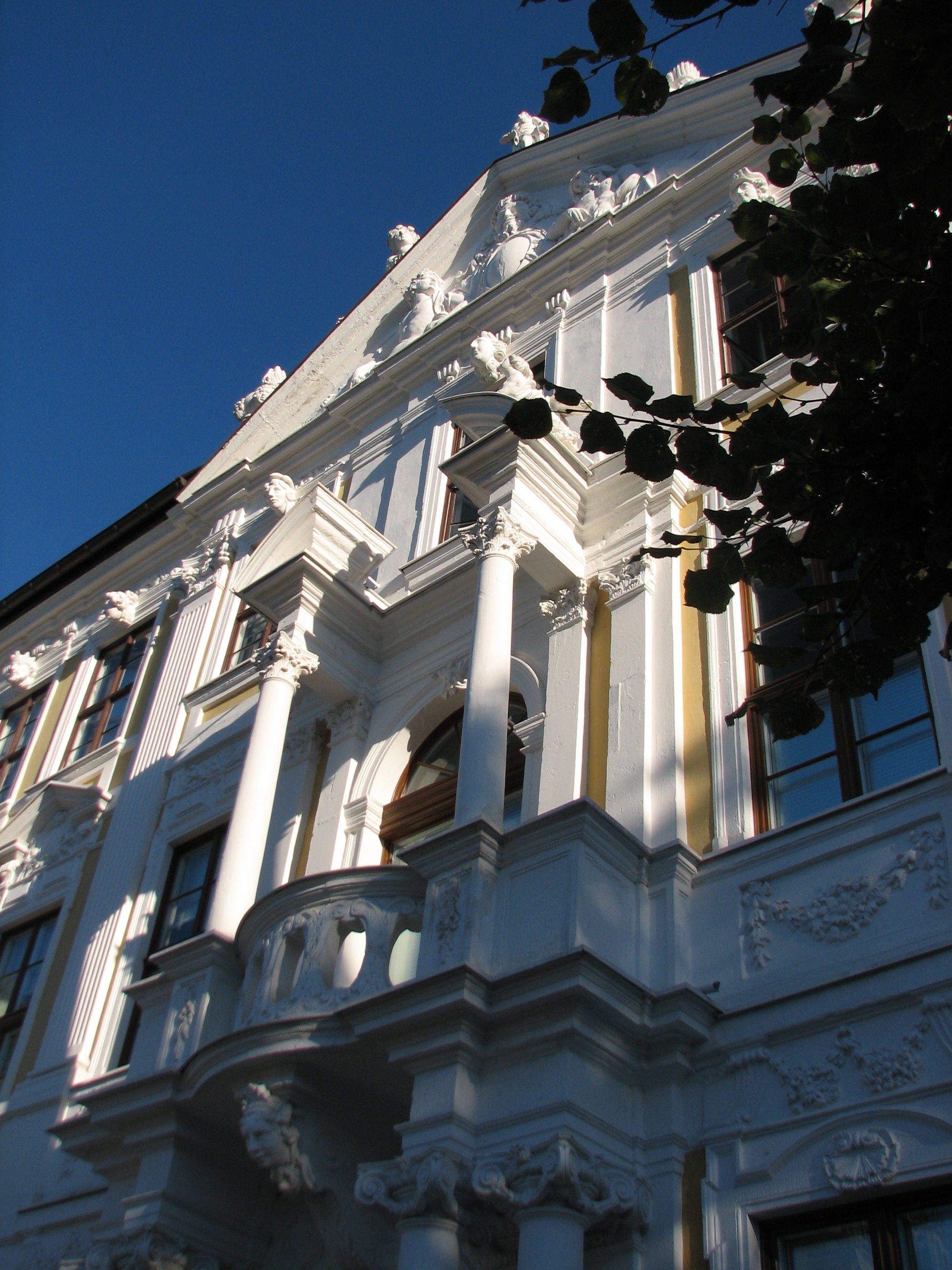
Nr. 7: Balkon und Giebel
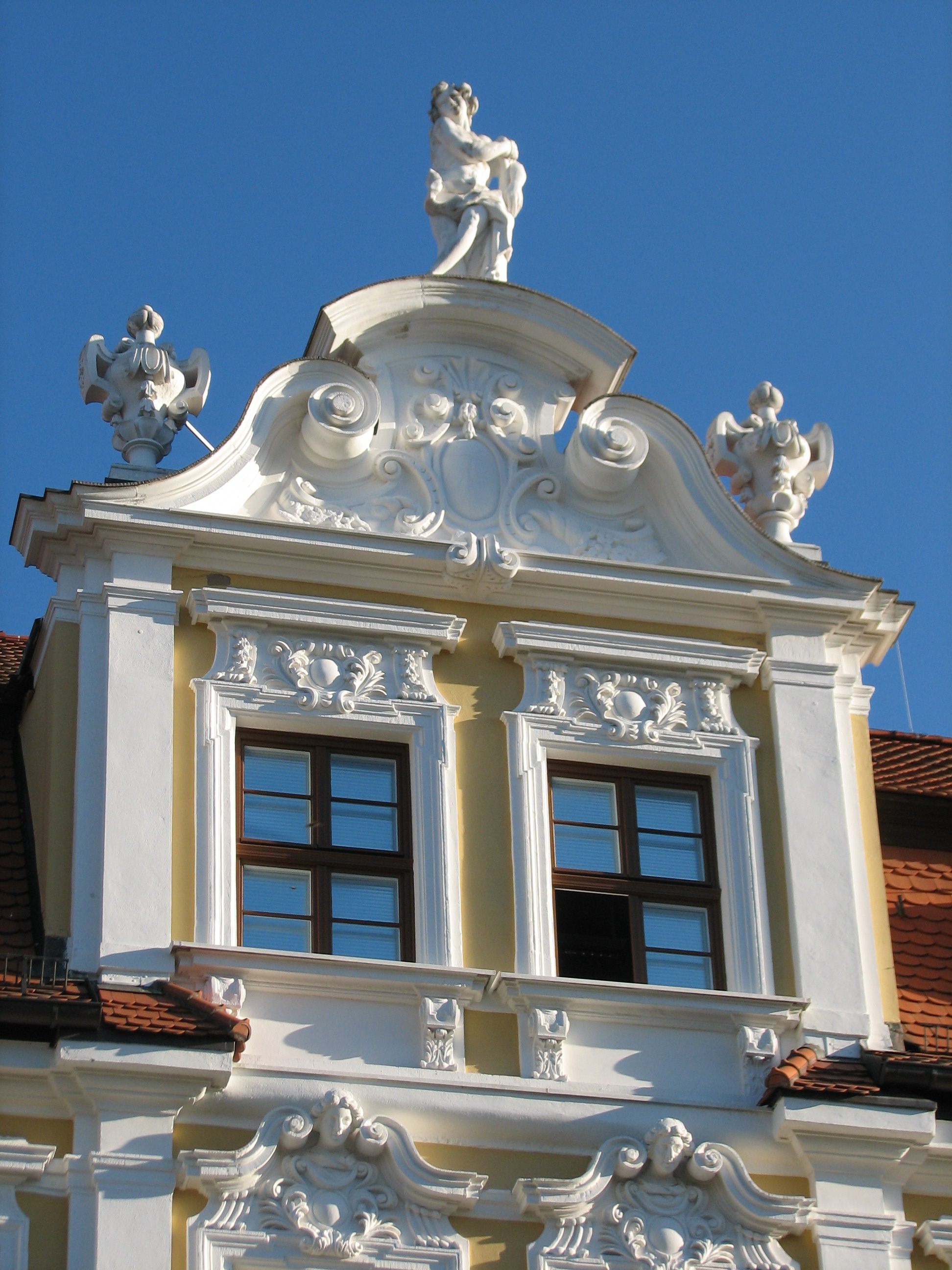
Nr. 8 Giebel-Gruppe

## Zu Bau-Historie und Kunst
An und in den Bauwerken finden sich trotz der starken Bombenzerstörung 1945 etliche bauhistorischen Spuren, so die wieder hergestellte barocke Fassadenfront zum Domplatz und die handwerklich bemerkenswerte historische Holztreppenanlage im Südflügel mit der zugehörigen repräsentativen Holz-Tür.
Kunsthistorische Zeugnisse der DDR-Zeit sind die beiden Beton-Glas-Bilder (jeweils etwa 2,50 Meter hoch und 3 Meter breit) aus der Nutzungszeit als Fachschule für Wasserwirtschaft im ersten und zweiten Obergeschoss mit ihrer dezenten Anknüpfung an damalige Staats-Symbolik – sie schuf 1973 der bis heute (2016) in Magdeburg lebende Glasgestalter Richard O. Wilhelm.
Eindrucksvoll ist auch das auf der Präsidentenebene im Südflügel installierte, 1950 aus Anlass von 750 Jahren Kupferschieferbergbau im Mansfeldischen in den Keramischen Werken Haldensleben für das Landtagsgebäude in Halle gefertigte Fliesenwandbild: Es zeigt die damalige Karte des Landes mit Laiendarstellungen der Wappen vor allem von Kreisstädten und Symbolen von Industrien, Gewerken und Berufen. Es hatte die Zeit bis zur Wiedererrichtung des Landes im einstigen Plenarsaalgebäude in Halle (Saale) in der Merseburger Straße überdauert, war 1990 wiederentdeckt worden und nach Magdeburg gegeben worden. Heute schlägt es die Brücke zu den parlamentarischen Anfängen in den 1940er und 1950er Jahren und verweist auf den Landtag als Parlament eines jungen Bundeslandes mit Geschichte.
Auch moderne Kunst hat ihren Platz im Landtagsgebäude. Sie reicht von der Installation „Die Farben des Geistes“ des Franzosen Yves Charnay im Eingangsfoyer bis zur in Schwarz-Weiß-Portraits ausgeführten Präsidenten-Galerie der Fotografin Eva Mahn. Im inneren Eingangsbereich des Gebäudes Domplatz 6 steht die im Jahr 1976 von Heinrich Apel geschaffene, etwa einen Meter hohe Bronzeskulptur mit dem Titel Lebensbaum.

## Gegenwart
In knapp zwei Jahrzehnten ist das Landtagsgebäude – unter Einbeziehung der Häuser Domplatz 8–9 und in mehreren Bauabschnitten – für 44,89 Millionen Euro zum heutigen modernen und barrierefreien Parlamentssitz gewachsen. Hinter der bürgerlich-barocken Fassade findet sich in Bauhaus-Tradition funktionales Design, das den Damen und Herren Abgeordneten des Landtags, ihren Fraktions-Mitarbeitern und den Angestellten der Landtagsverwaltung optimale Arbeits- und Beratungsmöglichkeiten bietet.

## Architektur-Auszeichnung
Die Gestaltung des Plenarsaals als Herzstück jedes Landtagsgebäudes war eine besondere Herausforderung. Der notwendige Erhalt der denkmalgeschützten, weil aus Trümmern nach dem Zweiten Weltkrieg errichteten Außenmauer schloss einen modernen Rundbau mit nach außen gerichteter, transparenter Glas-Stahl-Konstruktion des Plenarsaals aus. Als Alternative reifte bei der Arbeitsgemeinschaft der Architekten Kirchner und Przyborowski aus Magdeburg sowie Lindemann und Thamm aus Braunschweig die Idee einer zum Innenhof gekrümmten Glasfront zum Innenhof – nach ihrer Verwirklichung gewürdigt mit Sachsen-Anhalts Architekturpreis 1998.

## Bilder-Galerie

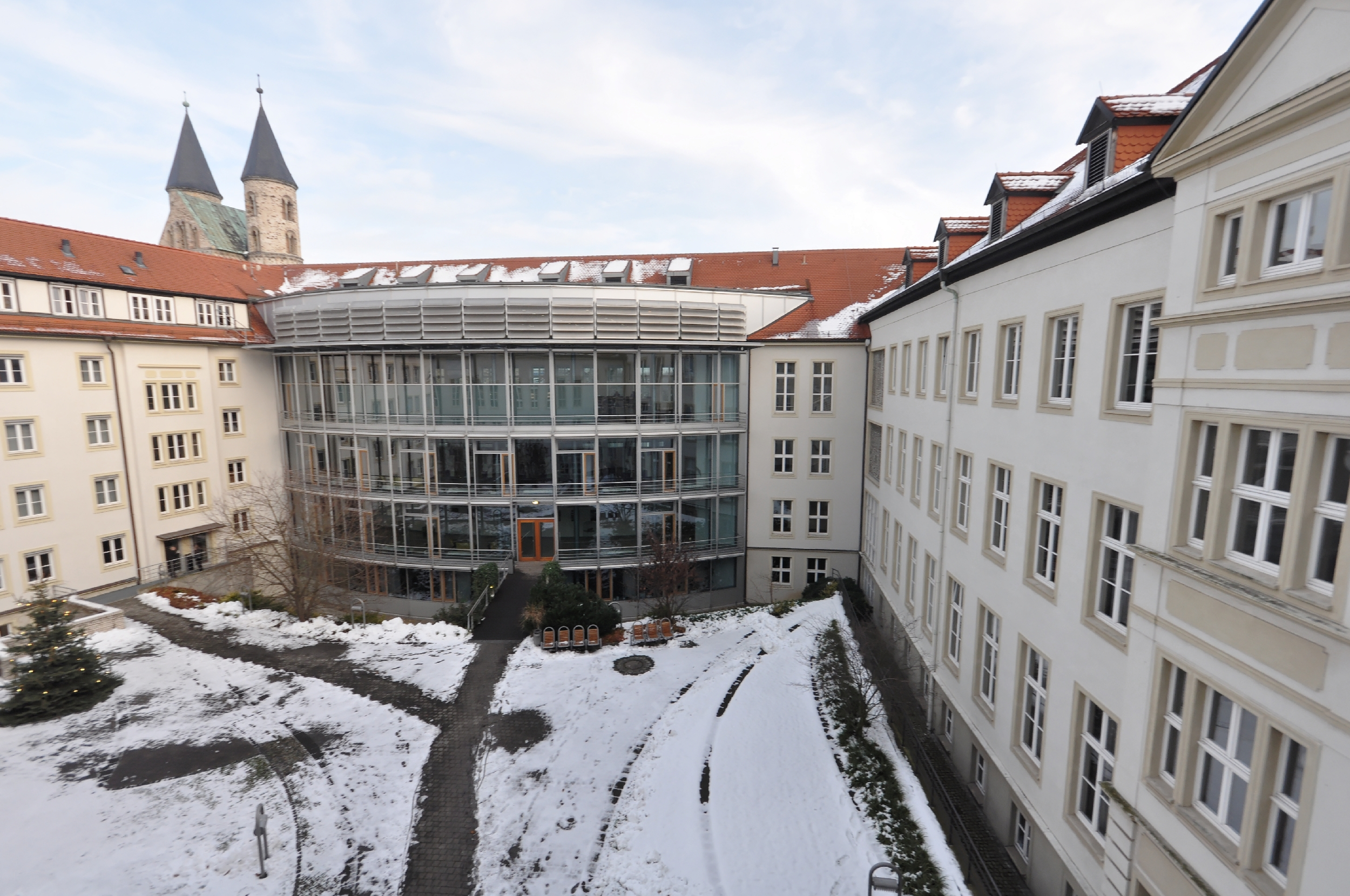
Blick auf den Landtags-Innenhof mit der ovalen Plenarsaal-Wölbung
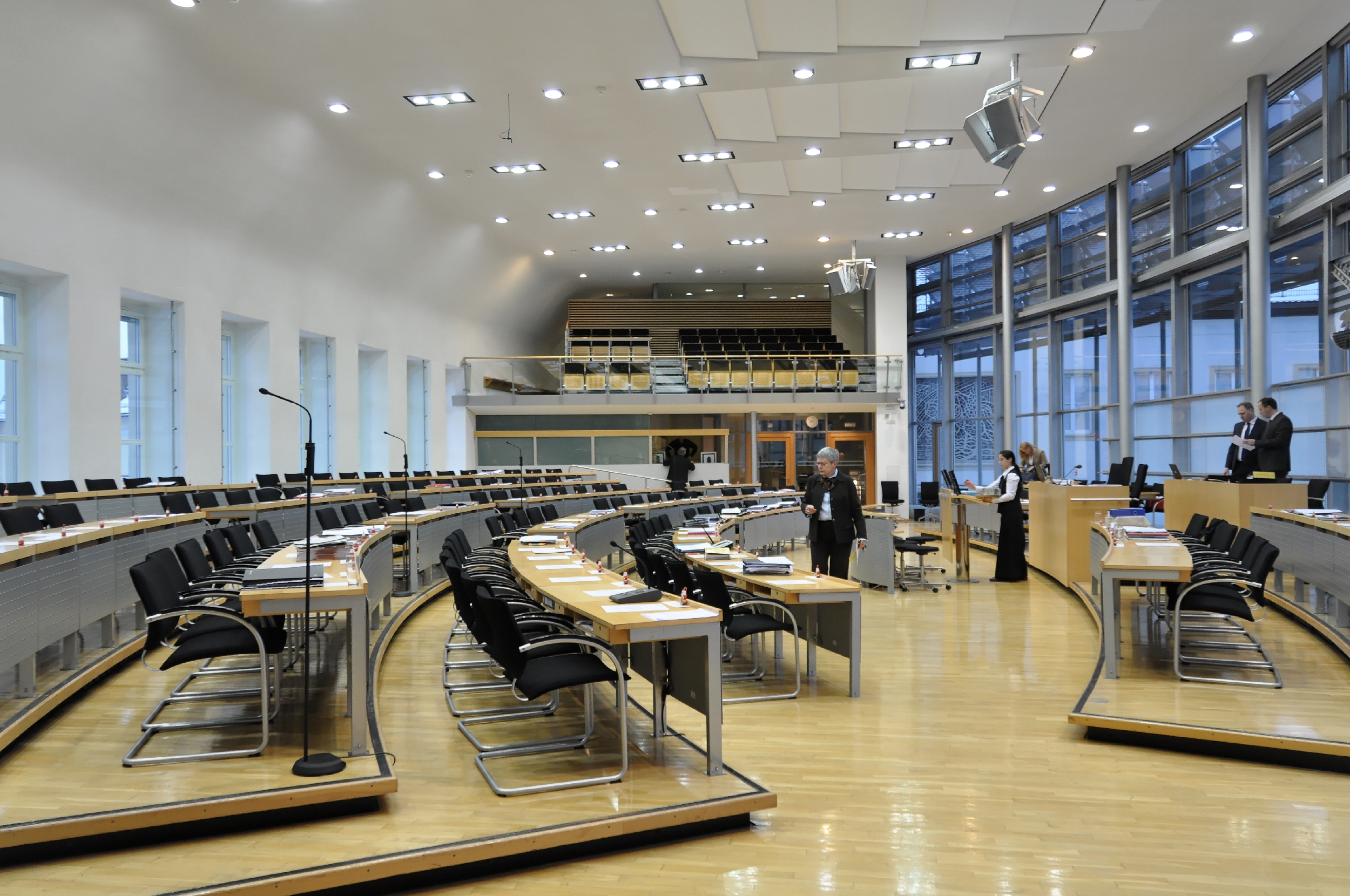
Blick in den Plenarsaal
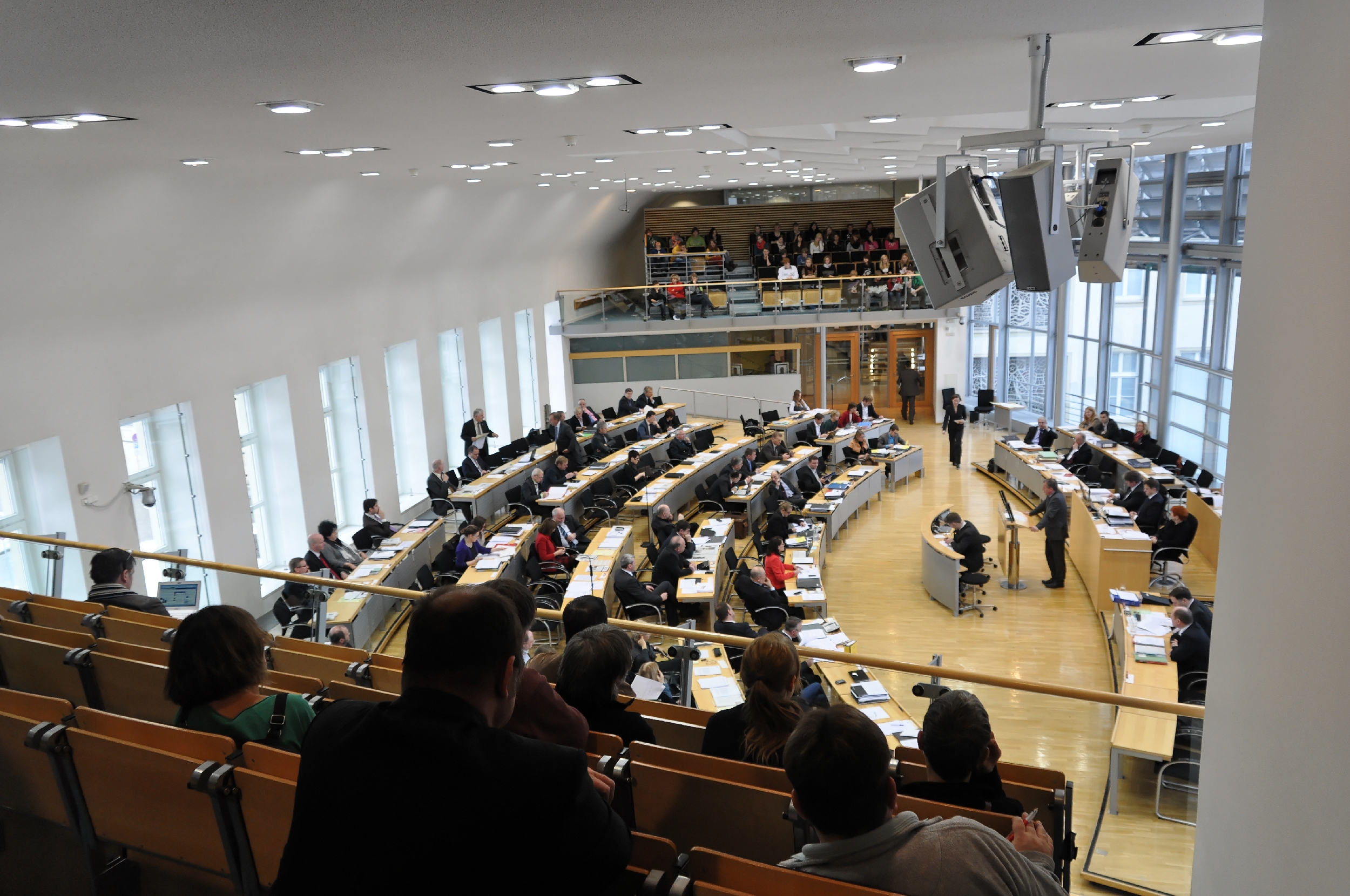
Blick von der Zuschauertribüne während einer Landtagssitzung 2012
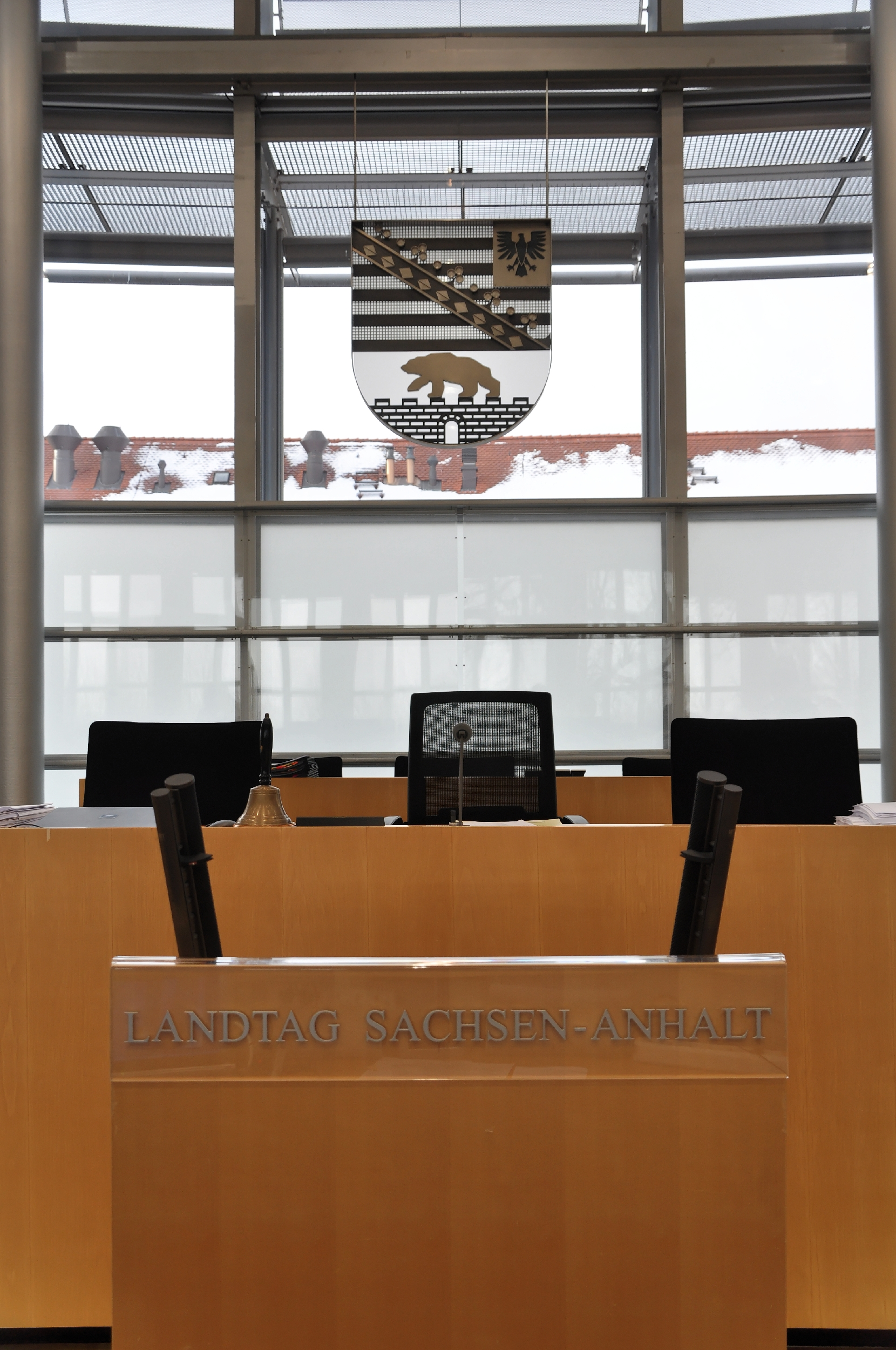
Das Redner-Pult im Landtag von Sachsen-Anhalt
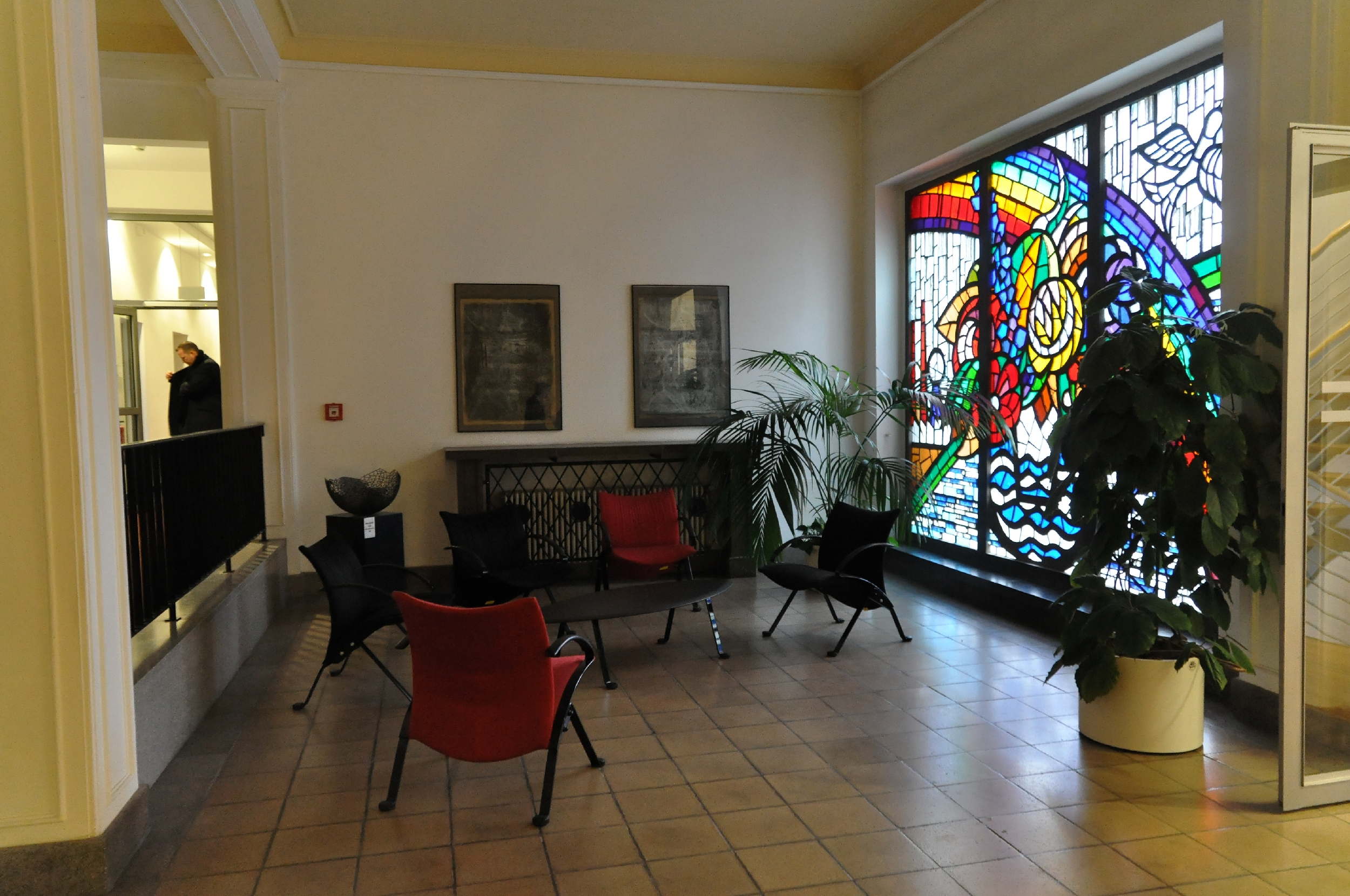
Treppenhaus mit Glas-Mosaik „Gutes Wasser - Gutes Leben“ (1973) von Richard O. Wilhelm
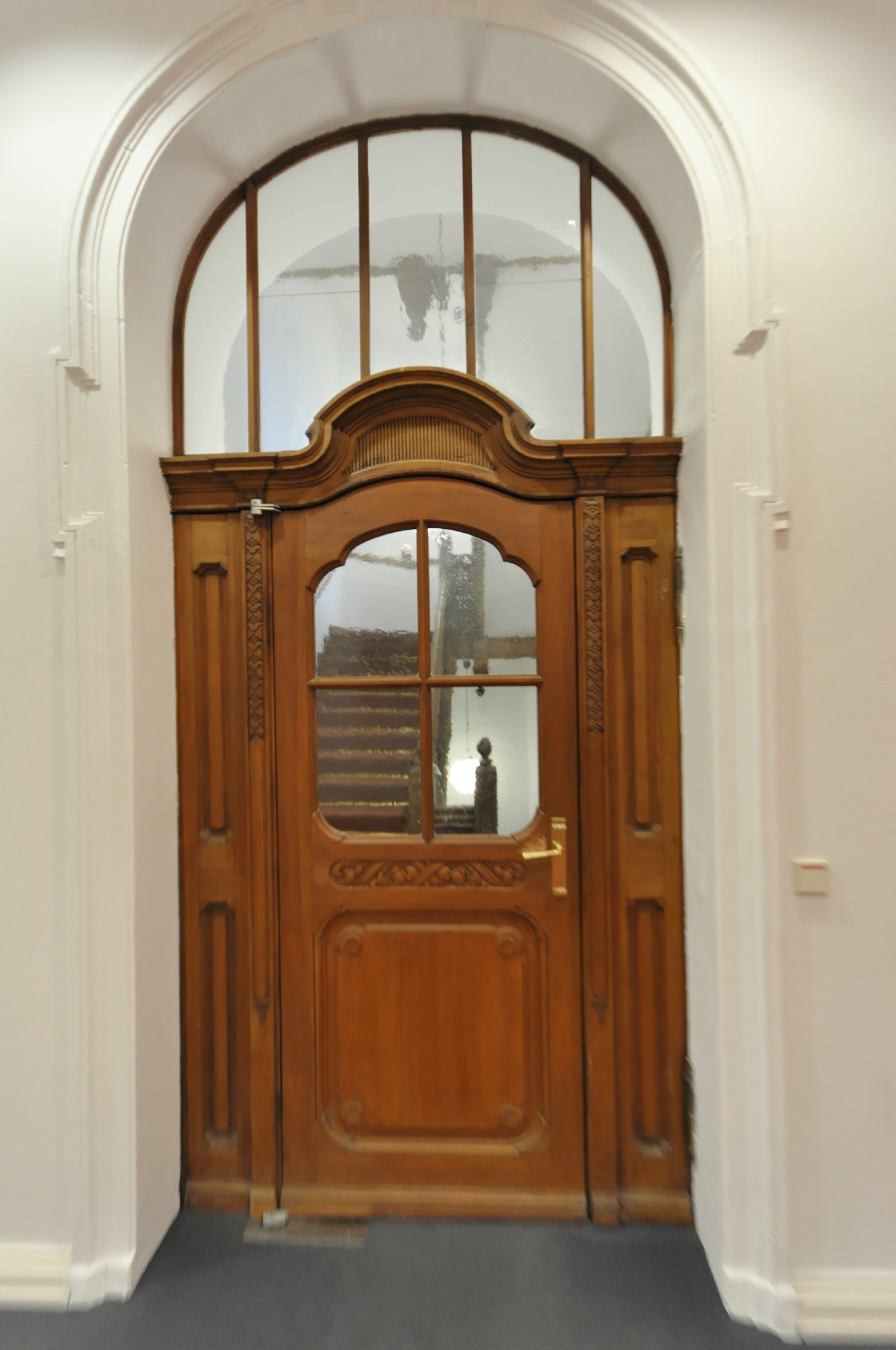
Ursprüngliche Tür zum ursprünglichen hölzernen Treppenhaus, denkmalgerecht restauriert
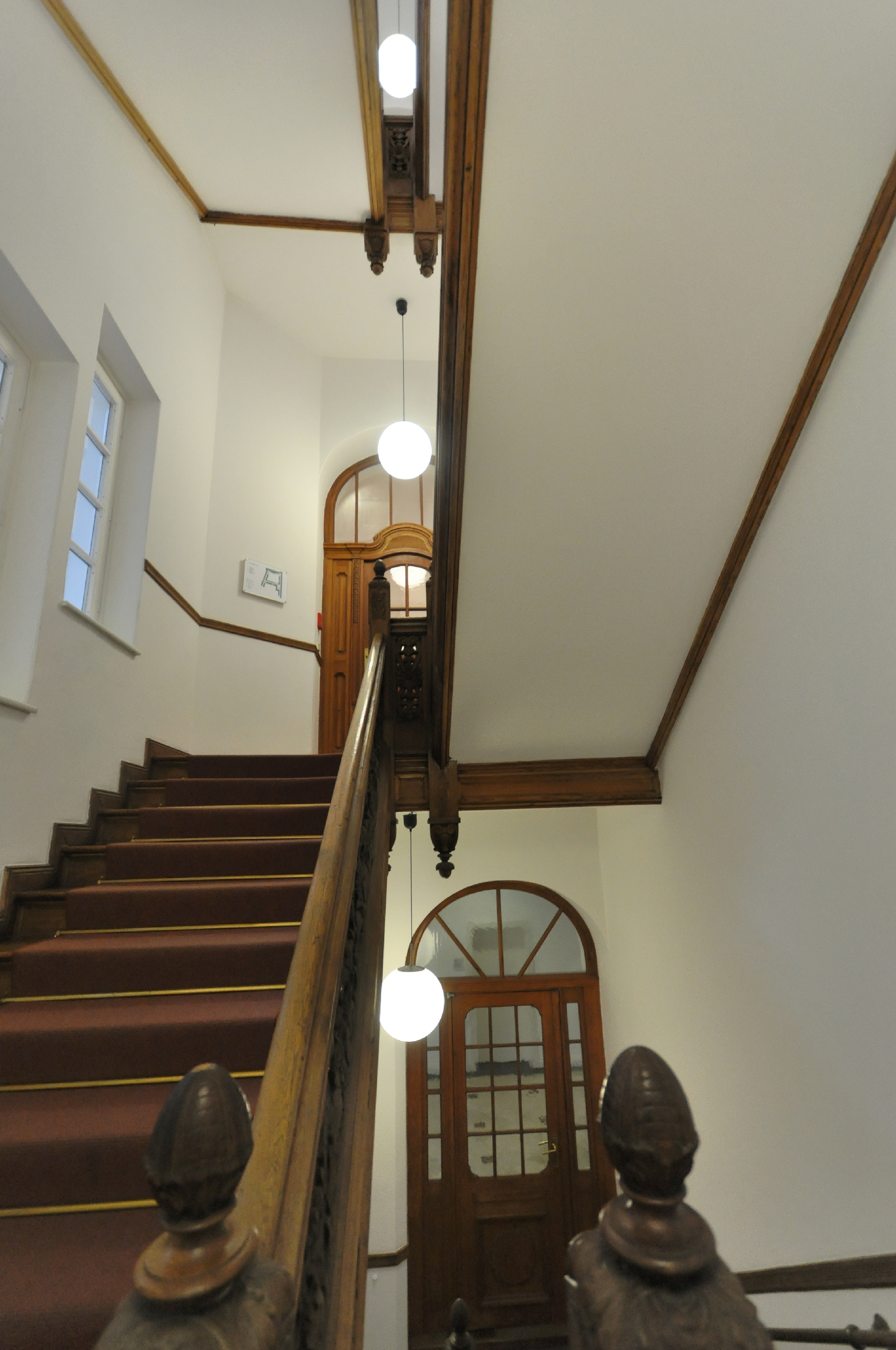
Das historische Treppenhaus
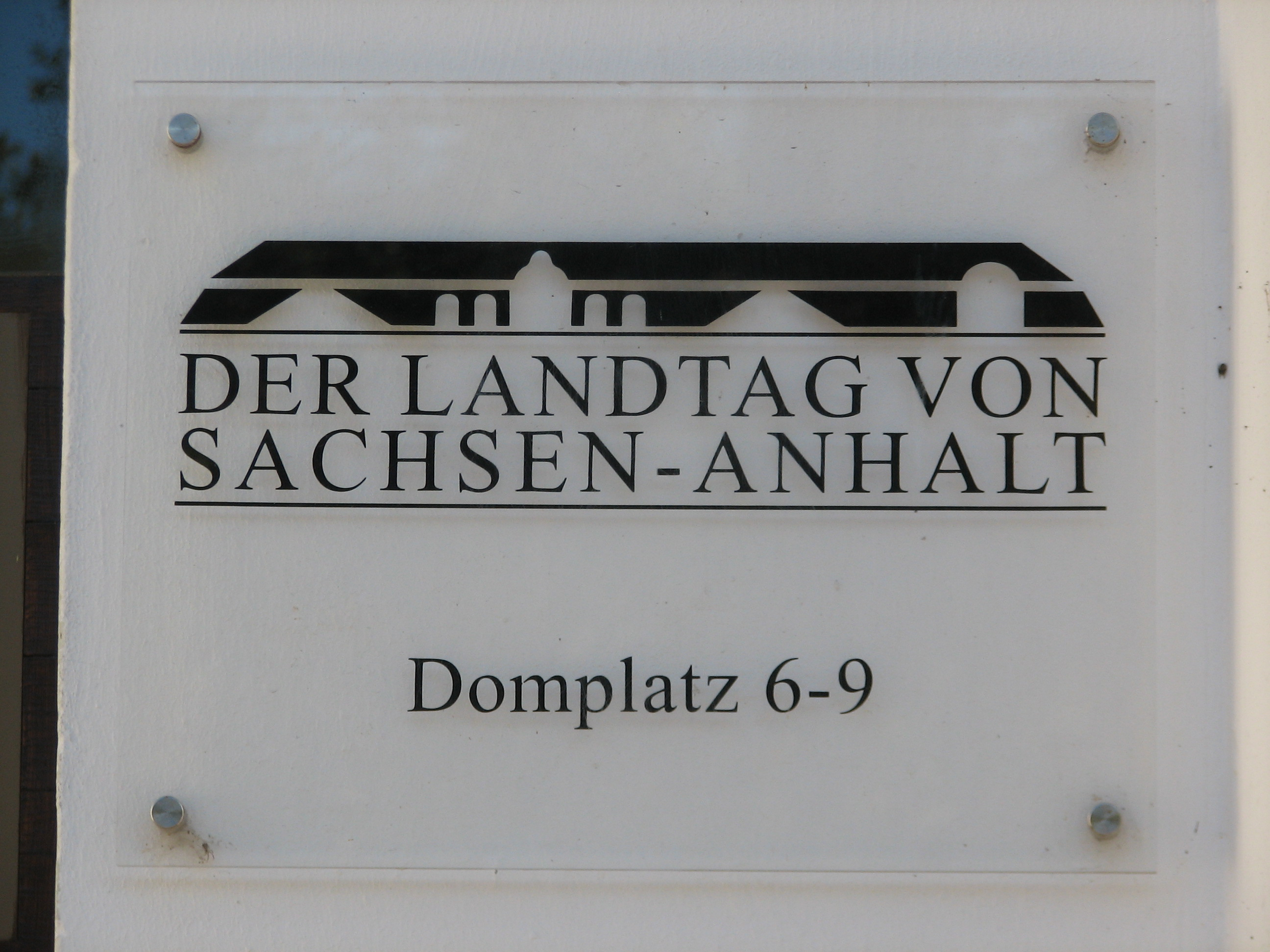
Tafel an der Pforte zum Landtag von Sachsen-Anhalt, Domplatz 8
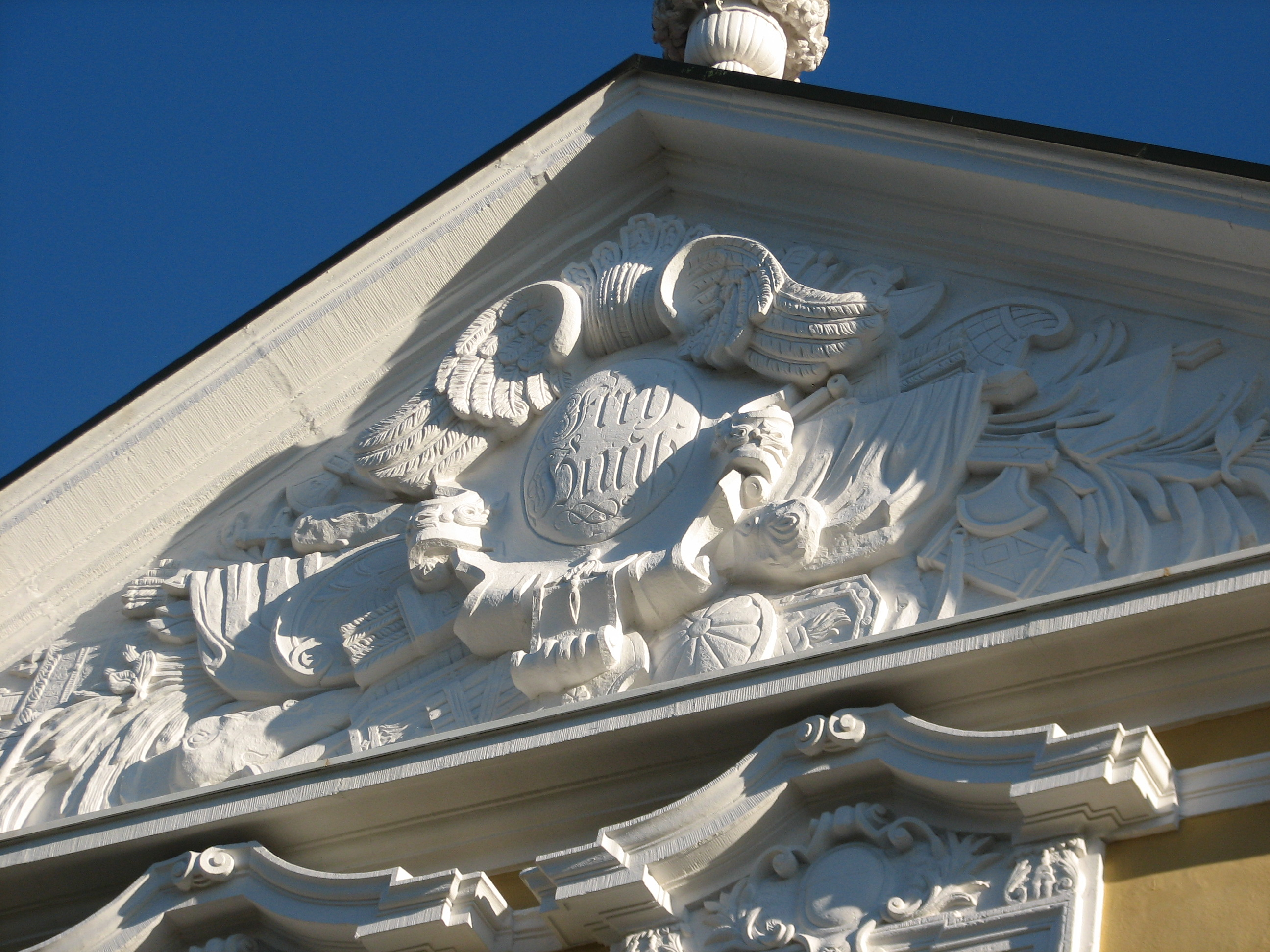
Domplatz 9: Giebel mit dem alten Schriftzug "Freyhauß" (= abgabenfreies Haus)

## Varia
Auf Magdeburgs Domplatz demonstrierten im Herbst 1989 – aus dem Dom gegenüber vom Friedensgebet kommend – Tausende Menschen, weshalb um das Landtagsgebäude bis heute keine Bannmeile gezogen wurde und somit – im Gegensatz zu den meisten anderen Landtagen – Demonstrationen direkt vor dem Landtagsgebäude möglich sind.